# Lucilina pacifica
Lucilina pacifica is een keverslakkensoort uit de familie van de Chitonidae. De wetenschappelijke naam van de soort is voor het eerst geldig gepubliceerd in 1981 door Leloup.